# 河村蜻山
河村 蜻山（かわむら せいざん、1890年（明治23年）8月1日 - 1967年（昭和42年）8月1日）は日本の陶芸家。京都市出身。本名は半次郎。
京都市立陶磁器試験場を修了し、家業の陶業を継承。染付、色絵など京の雅と艶やかさを磁器の胎土の上に呉須や上絵付けで表現特徴とする作品を手掛け蜻山作品を世に送り出した。近代陶芸における明治以降の美術陶芸として陶芸家がまだ数少ない時代の美術陶芸家の一人。出生から中年の頃は京都を拠点に活動し、48歳のときに千葉県我孫子市に窯を移設移住。64歳のとき永住地・神奈川県鎌倉市に窯を移設移住。
大正15年（1926年）、日本工芸美術会の創立に参加。昭和3年（1928年）、帝展無鑑査となる。帝展、新文展、日展の審査員をつとめた。昭和6年（1931年）、日本陶芸協会設立に参加。昭和13年（1938年）、千葉県我孫子に窯を開き、昭和29年（1954年）、北鎌倉に窯を移設。昭和38年（1963年）、芸術院恩賜賞。昭和41年（1966年）、勲四等旭日小綬章を受章。昭和42年（1967年）8月1日、神奈川県鎌倉市で死去。77歳。東慶寺（鎌倉市山ノ内）に眠る。

## 年譜
- 1890年 京都粟田焼陶工 河村卯三郎とカメの長男として生まれる。
- 1904年 京都市立陶磁器試験場に第3期伝習生として入学。
- 1909年 京都市立新古美術展で受賞。
- 1915年 京都粟田より京都伏見深草に移り築窯。
- 1921年 大日本窯業協会京都支部設立評議員になる。
- 1924年 京都美術工芸会（後、京都美工院と改称）理事となる。
- 1925年 パリ万国装飾美術工芸博覧会で金賞受賞。
- 1926年 日本工芸美術会地方委員。日本美術協会審査委員。
- 1927年 第8回帝展美術工芸部開設2点入選。楠部彌弌、河合栄之介らと共に耀々会を創立。
- 1929年 国際美術協会委員となる。
- 1930年 帝展の審査員となる。京都美術展覧会審査委員。
- 1931年 京都の工芸団体がまとまり日本陶芸協会を組織。
- 1933年 陶工対象の"陶器指南"に注釈をつけ刊行。日本陶器株式会社（現ノリタケテーブルウェア）顧問。
- 1937年 文展審査委員となる。
- 1938年 京都から我孫子に移る。手賀沼湖畔に近い天神山三樹荘に居を構え、3室の登り窯を築き深草窯と命名。
- 1940年 工芸美術作家協会創立。
- 1943年 日本美術及工芸統制協会設立。戦時下、芸術活動の許可、素材の配給を受けるための芸術技術保存資格者の審査認定のため、部会委員に任命される。
- 1949年 第1回千葉県展開催、県展委員。
- 1952年 日展参事となる。
- 1954年 鎌倉浄智寺近くに窯を移す。
- 1957年 明月谷に窯を移し鎌倉明月窯と命名。
- 1958年 社団法人日展評議委員となる。
- 1963年 日本芸術院恩賜賞受賞。
- 1965年 日展監事となる。
- 1966年 勲四等旭日小綬章を受章。
- 1967年8月1日 神奈川県鎌倉市で没。77歳没。